# Termalny
Termalny (Russisch: Термальный) is een plaats (posjolok) in het gemeentelijke district Jelizovski van de Russische kraj Kamtsjatka. De plaats ligt op 4 kilometer ten zuidwesten van Paratoenka en 33 kilometer ten zuiden van Jelizovo, aan de rivier de Karymsjina (zijrivier van de Paratoenka). In de plaats wonen 2.389 mensen (2007).
De plaats ontstond rond 1970 en vormt onderdeel van een kuuroordcomplex, dat ook Paratoenka omvat.
Bestuurlijk centrum: Jelizovo

Bereznjaki · Dalni · Dvoeretsje · Ganaly · Joezjnye Korjaki · Ketkino · Korjaki · Krasny · Kroetoberegovy · Lesnoj · Malka · Nagorny · Natsjiki · Nikolajevka · Novy · Paratoenka · Pinatsjevo · Pionerski · Razdolny · Severnye Korjaki · Sokotsj · Sosnovka · Svetly · Termalny · Voelkanny · Zeleny